# Tettigonia transversa
Tettigonia transversa är en insektsart som beskrevs av Costa 1834. Tettigonia transversa ingår i släktet Tettigonia och familjen dvärgstritar.

## Underarter
Arten delas in i följande underarter:
- T. t. pallidior
- T. t. obscurior